# Pserimos

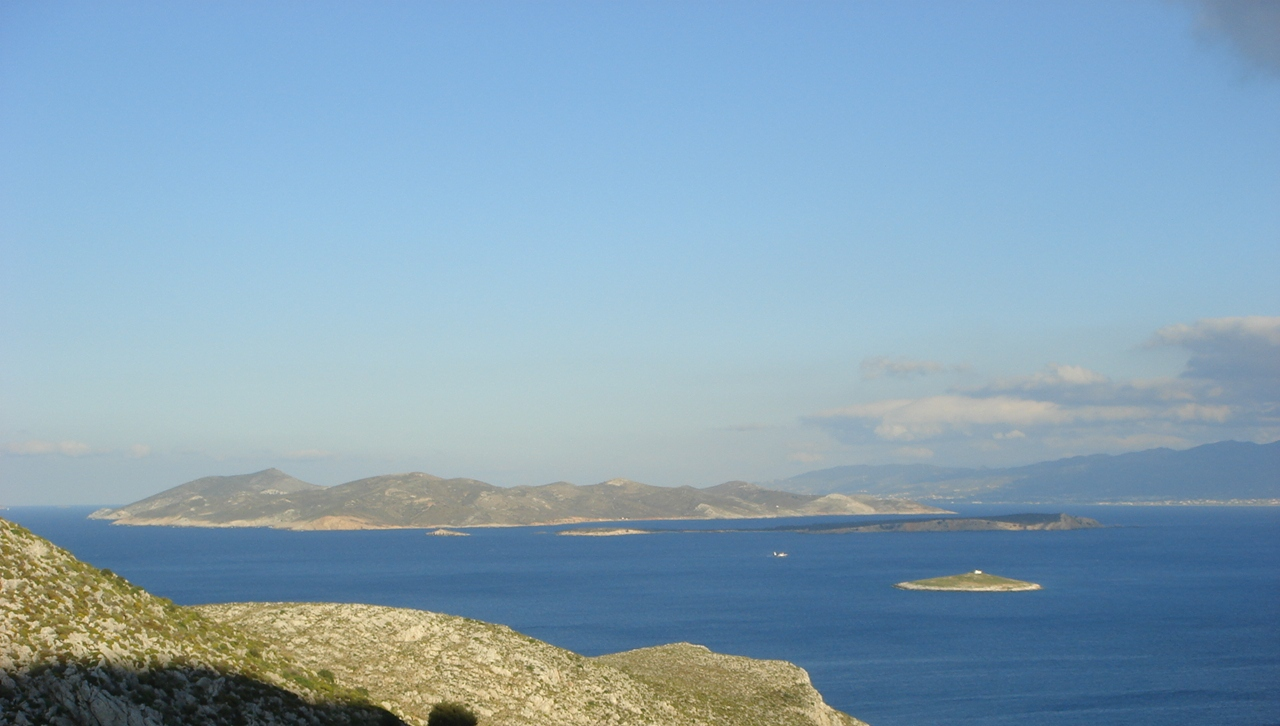
Wyspa widziana z sąsiedniej

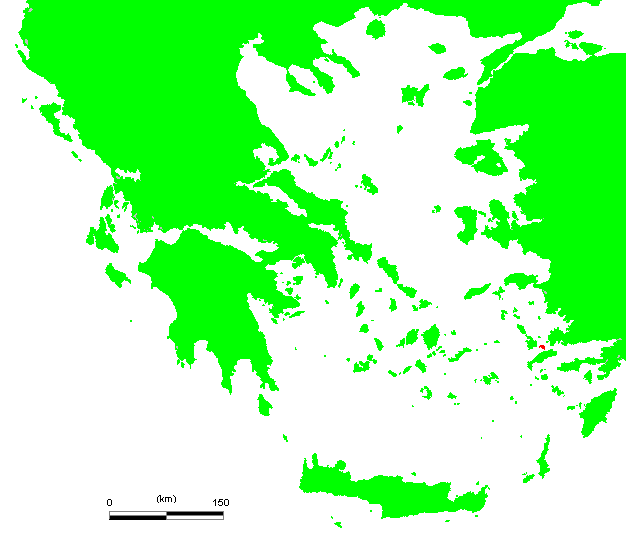
Położenie wyspy na Morzu Egejskim

Pserimos (gr. Ψέριμος) – mała grecka wyspa położona na Morzu Egejskim, należąca do archipelagu Dodekanez. Pserimos leży pomiędzy Kalimnos a Kos. Z cenzusu pochodzącego z 2001 wynika, że wyspę zamieszkuje 130 osób. Głównym źródłem utrzymania mieszkańców jest turystyka. Lokalne krajobrazy oraz nieliczne plaże przyciągają turystów pochodzących z Grecji oraz Europy. Pserimos posiada połączenia promowe z Pothią na wyspie Kalimnos, które odbywają się codziennie.
Leży w administracji zdecentralizowanej Wyspy Egejskie, w regionie Wyspy Egejskie Południowe, w jednostce regionalnej Kalimnos, w gminie Kalimnos.